# Стамболка Генадиева
Стамболка Генадиева е българска народна певица, изпълнителка на шопски народни песни от Годечкия край.

## Биография
Родена е на 26 април 1937 г. в Годеч, в семейство на музиканти. Завършва техникум по машиностроене. Борис Машалов и Борис Карлов оценяват достойнствата на специфичния ѝ глас и я стимулират да стане народна певица. През 1957 г. започва своята певческа дейност. Прави записи в Българско национално радио, става солистка на Шопския ансамбъл за народни песни и танци, дълги години пее в програми на Концертна дирекция – София. Гласът и е специфичен, оригинален, с неповторим тембър и звучност. Пее в състава на различни певчески групи, изнася множество концерти в България и по света – Монголия, Италия, Нидерландия, Ирак, Франция и Германия. Сред най-известните и песни са „Ерген одих“, „Вело, моме Вело“, „Узни ме Севдо“, „Старино, стара планино“ и много други. Има издадена дългосвиреща плоча в „Балкантон“. През 1970 г. гастролира във Франция по специална покана на Жилбер Беко. След промените през 1989 г. се оттегля от активна концертна дейност. Умира на 2 февруари 2001 г. в София.